# 贝戈尼娅·费尔南德斯
贝戈尼娅·费尔南德斯（西班牙語：Begoña Fernández，1980年3月22日—），西班牙女子手球运动员。她曾代表西班牙国家队参加2012年夏季奥林匹克运动会手球比赛，获得一枚铜牌。